# باراجون (لعبة فيديو)
باراجون (بالإنجليزية: Paragon)‏ هي لعبة موبا وتصويب منظور الشخص الثالث مجانية تاريخ من المقرر صدورها في سنة 2016، وستكون متوفرة على أجهزة ويندوز وبلاي ستيشن 4. اللعبة من تطوير ومن نشر إيبك غيمز مستخدمة المحرك الخاص بها أنريل إنجن. مهمة كل فريق هو تدمير قاعدة الفريق الآخر الموجودة في نهاية الخريطة في الاتجاه المقابل.

## وصلات خارجية
- الموقع%20الرسمي%20باللغة%20العربية